# Vincenzo Durazzo
Vincenzo Durazzo, né en 1635 à Gênes et mort en 1724 à dans la même ville, est un homme politique italien, 140e doge de Gênes du 14 septembre 1709 au 14 septembre 1711.